# Little Broken Hearts
Little Broken Hearts (2012) je páté studiové album Norah Jones, na kterém spolupracovala s producentskou hvězdou Brianem Burtonem.

## Seznam písní
Všechny písně napsala Norah Jones.
1. „Good Morning“
2. „Say Goodbye“
3. „Little Broken Hearts“
4. „She's 22“
5. „Take It Back“
6. „After The Fall“
7. „4 Broken Hearts“
8. „Travelin' On“
9. „Out On The Road“
10. „Happy Pills“
11. „Miriam“
12. „All A Dream“